# Lambaran
Lambaran (també Lənbəran i Lemberan) és una ciutat (municipalitat) del districte (rayon) de Bardaa a l'Azerbaidjan. És la ciutat més important i poblada del districte després de la mateixa Bardaa. La seva població és de 4.666 habitants (vers 2005). Es troba a la riba del riu Khačen.
L'esmenta al-Istakhri que diu que estava a un dia de camí de Bardaa, al país d'Arran.